# Maeil Broadcasting Network
Maeil Broadcasting Network (kor. 주식회사 매일방송, w skrócie MBN) – południowokoreańska stacja telewizyjna dostępna jako telewizja kablowa, satelitarna oraz IPTV, prowadzona przez Maeil Business Newspaper. Została założona w 1993 roku.
Firma została założona 23 września 1993 roku jako Maeil Business TV. Później zmieniła nazwę na MBN. Stacja jest własnością firmy Maeil Business Newspaper i w latach 1993-2011 była kanałem informacyjnym. 2010 roku MBN nabyło licencję „General Programming Cable TV Channel”. 1 grudnia 2011 roku stacja przekształciła się w kanał telewizyjny o tematyce ogólnej rozpoczynając nadawanie wraz z nowymi kanałami JTBC, Channel A i TV Chosun

## Programy

### Seriale telewizyjne, sitcomy
- What's Up? (2011)
- Galsulog gisedeungdeung (2012)
- Vampire Idol (2011)
- Susanghan gajog (2012)
- Sarangdo don-i doenayo (2012)
- Haemil (2013)
- Cheonguk-eui nunmul (2014–2015)
- Yeonnam-dong 539 (2018)
- Gopumgyeok jjaksarang (2016)
- Rich Man (2018, z Dramax)
- Manyeoui sarang (2018)
- Maseong-ui gippeum (2018, z Dramax)
- Seollemjuuibo (2018, z Dramax)
- Choegoui chikin (2019, z Dramax)
- Loss Time Life (2019)
- Level Up (2019, z Dramax)
- Uahan ga (2019, z Dramax)